# 仙台平野

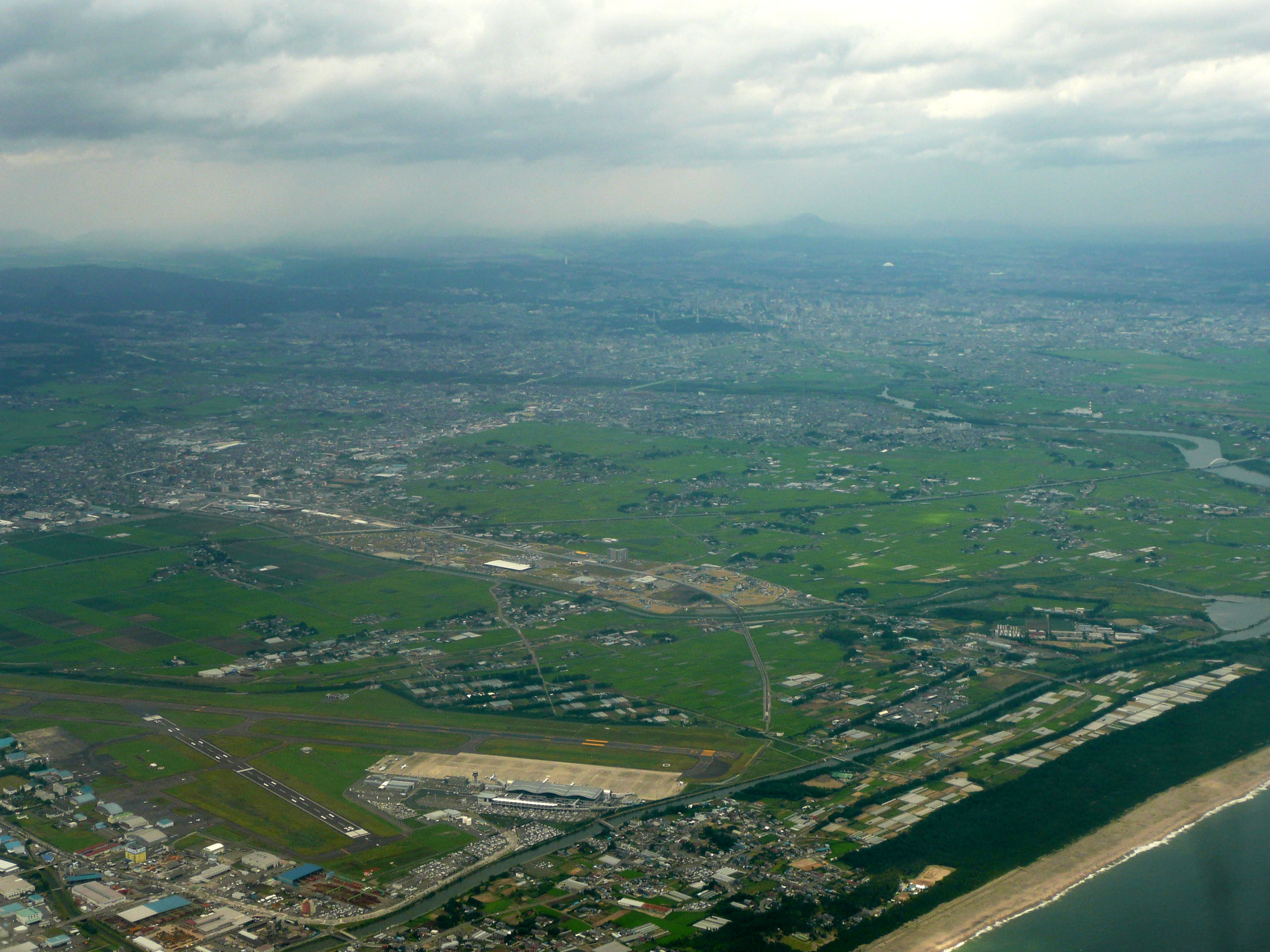
仙台平野空撮

仙台平野（せんだいへいや）は、宮城県の主要平野部の総称である。仙台平野は東を仙台湾、南を阿武隈高地、西を奥羽山脈、北東部を北上山地に囲まれている。宮城県中央部にある松島丘陵を境に北側を仙北平野、南側を仙南平野とも呼ぶ。仙南平野のうち、沿岸部の平野を指して狭義の仙台平野とも言う。東北地方にある平野としては最も広い。

## 仙北平野
仙北平野は北上川流域や鳴瀬川流域の洪積台地や沖積低地で構成されている。沖積低地では低湿地が大部分を占めていて、河川の氾濫も多かった。品井沼などがあったが、これらが近世から近代にかけて干拓され水田地帯となった。湖沼として伊豆沼や蕪栗沼が残っている。水田が広がる平野は北上川本流や迫川周辺の平野と、江合川および鳴瀬川の流域である大崎地方に分かれる。気候としてはやや内陸性となり、冬季は晴天が多いものの、遮るものがないため急に地吹雪となることもあり、数年に一度は東北自動車道の下り北行きで多重玉突き事故が発生する。
仙北平野のうち大崎市付近の平野部は大崎平野とも呼ばれる。大崎平野の最奥部は王城寺原と呼ばれ、陸上自衛隊王城寺原演習場もある。この平野には宮城県古川農業試験場があり、ササニシキやひとめぼれなどのブランド米を生み出した。また、大崎平野では、その地形や風を利用した気球が盛んである。
なお、秋田県仙北郡（現在、仙北市、大仙市がある）の平野部も仙北平野と言われるため、混乱を避ける意味で宮城県については仙北平野という言葉を用いない人もいる。

## 仙南平野
仙南平野は仙台市周辺から南に広がる海岸平野と、白石市、角田市、大河原町などがある西部の小盆地郡からなる地域である。これらの盆地郡を含めないで言うのが、狭義の仙台平野である。狭義の仙台平野のうち、阿武隈川以北は名取平野とも呼ばれる。
平野の地形を生かし、奈良時代には多賀城が置かれ、ここを鎮守府とすることで、蝦夷との戦いの拠点地になった。
阿武隈川、名取川が流れ、これらの埋積によって自然堤防が発達している。
仙南平野は、福島県浜通りと地形的にやや連続的になっているため、気候が似ている。海風が入るため、夏季には南東風（イナサ）が入って霧に包まれることが多く、年によっては北東風（やませ）の影響から気温がなかなか上がらない冷夏になることもある。冬季は北西風（ナライ）に乗ってやってくる雪雲が奥羽山脈と陸前丘陵によって遮られるため晴天が多い。亘理平野は、角田丘陵（亘理丘陵）によって更に雪雲が遮断されるため晴天率が最も高く、また、海風によって気温も宮城県内では最も暖かいため、ビニールハウスを使ったイチゴなどの促成栽培が盛んである。
この平野は長年の国の農政の影響により、平野部の農地は開発規制がかかっており、広大な稲作地として残されている。農地の開発規制のため、平野部に住宅地を造ることが出来ず、仙台都市圏の住宅地のほとんどが丘陵地に造られている。
この平野は日本海溝を震源とする巨大地震に襲われ、数百年おきに大津波が襲来している。歴史時代においては、869年7月13日（貞観11年5月26日）の貞観地震と、1611年12月2日（慶長16年10月28日）の慶長三陸地震の際、内陸深くまで津波が押し寄せた。2011年3月11日に発生した東北地方太平洋沖地震では、海岸線から3km、場所によっては4km以上内陸まで津波が浸入して集落を飲み込み、多数の死者が出た｡仙台空港や阿武隈川河口付近などで、標高が平均海水面よりも低い海抜0m以下の面積が震災前の3km2から5.3倍の16km2に、大潮の平均満潮位よりも低い海抜ゼロメートル地帯の面積が震災前の32km2から1.8倍の56km2に拡大した。